# Гервасий Сумелидис (халдийски митрополит)
Вижте пояснителната страница за други личности с името Гервасий Сумелидис.
Гервасий (на гръцки: Γερβάσιος, Гервасиос) е гръцки духовник, митрополит на Цариградската патриаршия.

## Биография
Роден е в 1820 година със светското име Сумелидис (Σουμελίδης) в понтийското село Варену. Замонашва се в манастира „Света Богородица Сумела“. В 1858 година завършва Халкинската семинария. Служи като учител и ефимерий на храма „Свети Николай“ в Дзивали, Цариград.
На 1 юли 1862 година йеромонах Гервасий е назначен за епитроп във Валовища от мелнишкия митрополит Дионисий, който пребивава в Цариград. Сумелидис е толерантен към българското просветно движение и който за по-добро разбиране на Божието слово започва обучение и проповядване на български език. Остава на поста до 1905 година.
На 14 юли 1864 година е избран за халдийски и хериански митрополит митрополит в Аргируполи срещу епископ Гервасий Мирски и великия архимандрит Софроний. На 14 август 1864 година е ръкоположен в „Свети Николай Дзивалски“ от митрополит Дионисий Никомидийски в съслужение с митрополитите Дионисий Мелнишки, Никифор Костурски, Генадий Дебърски, Антим Велешки и бившия алепски Йеротей. В 1905 година подава оставка.
Умира в Аргируполи на 8 март 1906 година.